# تپه کورمیش
تپه کورمیش مربوط به هزاره اول قبل از میلاد است و در شهرستان مهدی‌شهر، روستای فولادمحله واقع شده و این اثر در تاریخ ۱۱ دی ۱۳۸۰ با شمارهٔ ثبت ۴۶۴۷ به‌عنوان یکی از آثار ملی ایران به ثبت رسیده است.